# 聖保羅教堂 (貝德福)

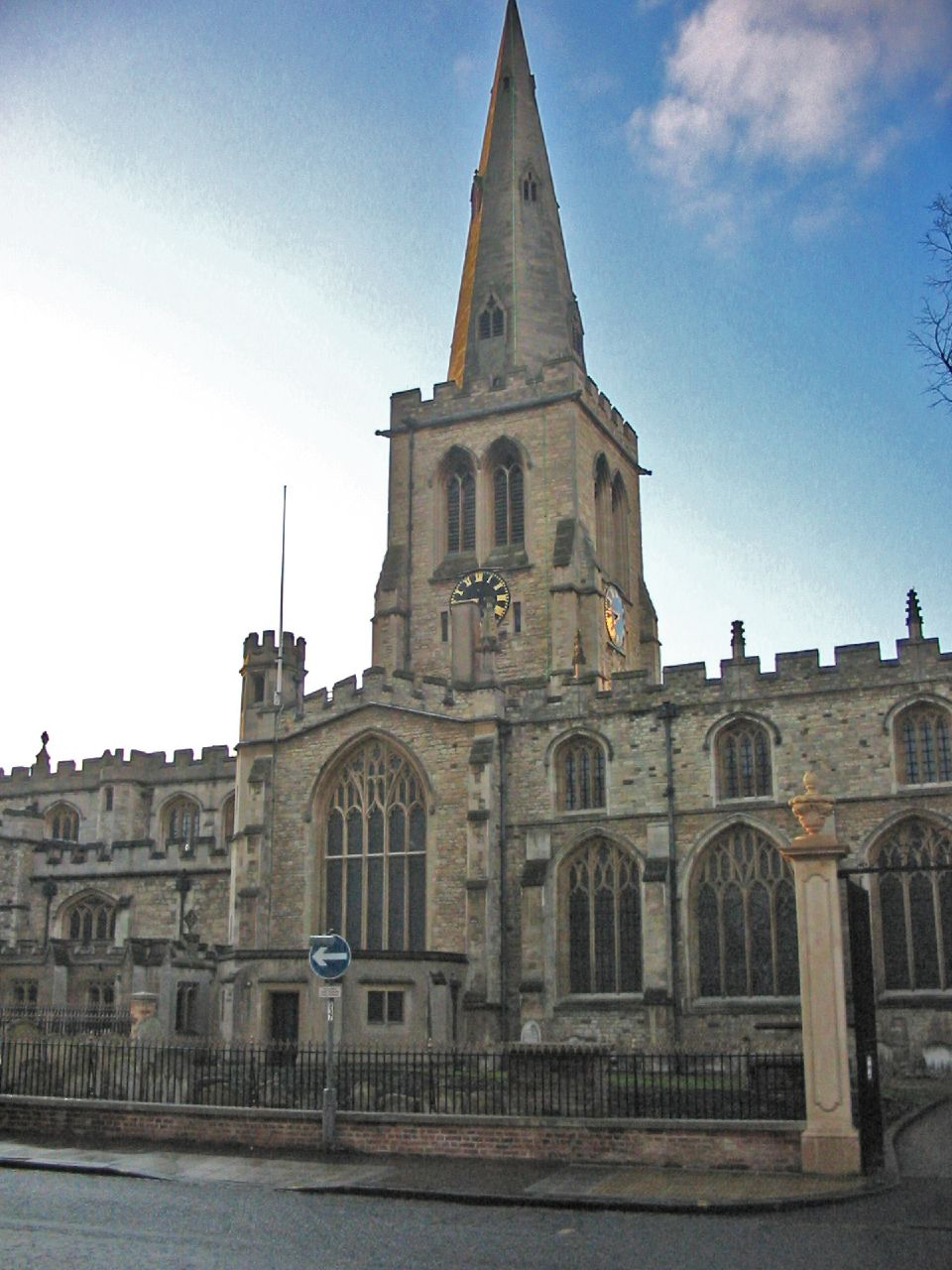

聖保羅教堂（英語：St Paul's Church）是英國國教會的一座教堂，位於英格蘭貝德福郡郡治貝德福中心的貝德福廣場，也是貝德福郡最大的聖公會教堂。第二次世界大戰時期，由於英國廣播公司（BBC）的大部分業務從倫敦轉移到貝德福辦公，BBC的每日祈禱節目在這裡播出。

## 外部連結
- St Paul's Church official site （页面存档备份，存于）